# Balkan Cup 1977/80
De Balkan Cup 1977/79 was de 11e editie van dit voetbaltoernooi. Het toernooi werd gespeeld tussen 16 februari 1977 en 27 augustus 1980. Er waren vijf deelnemende landen.

## Deelnemende landen
- Bulgarije
- Griekenland
- Joegoslavië
- Roemenië
- Turkije

## Wedstrijden

### Groepsfase

#### Groep A
| Team      | Gsp | W | G | V | DV | DT | DS | Ptn |
| --------- | --- | - | - | - | -- | -- | -- | --- |
| Roemenië  | 4   | 2 | 2 | 0 | 8  | 2  | +6 | 6   |
| Bulgarije | 4   | 1 | 1 | 2 | 4  | 6  | –2 | 3   |
| Turkije   | 4   | 1 | 1 | 2 | 4  | 8  | –4 | 3   |

|                                                       |                                       |       |           |                                                                                      |
| 16 februari 1977 «onderlinge duels» 14:30 uur (UTC+2) | Turkije                               | 2 – 0 | Bulgarije | BJK Inönüstadion, Istanbul Toeschouwers: 37.055 Scheidsrechter: Velibor Ljujić (YUG) |
| 16 februari 1977 «onderlinge duels» 14:30 uur (UTC+2) | Ali Kemal Denizci 54' Cemil Turan 55' |       |           | BJK Inönüstadion, Istanbul Toeschouwers: 37.055 Scheidsrechter: Velibor Ljujić (YUG) |

|                                                    |                                                                         |       |         |                                                                                                |
| 23 maart 1977 «onderlinge duels» 16:00 uur (UTC+2) | Roemenië                                                                | 4 – 0 | Turkije | Stadionul Steaua, Boekarest Toeschouwers: 10.000 Scheidsrechter: Panayotis Kolliropoulos (GRE) |
| 23 maart 1977 «onderlinge duels» 16:00 uur (UTC+2) | Dudu Georgescu 23' Ion Dumitru 62' Iosif Vigu 75' Anghel Iordănescu 82' |       |         | Stadionul Steaua, Boekarest Toeschouwers: 10.000 Scheidsrechter: Panayotis Kolliropoulos (GRE) |

|                                                        |                                                                        |       |                |                                                                                           |
| 21 september 1977 «onderlinge duels» 18:00 uur (UTC+2) | Bulgarije                                                              | 3 – 1 | Turkije        | İzmir Atatürkstadion, İzmir Toeschouwers: 18.000 Scheidsrechter: Dimitris Sarakinos (GRE) |
| 21 september 1977 «onderlinge duels» 18:00 uur (UTC+2) | Andrey Zhelyazkov 27' Spas Dzjevizov 28' Atanas Aleksandrov 86' (pen.) |       | 8' Sedat Özden | İzmir Atatürkstadion, İzmir Toeschouwers: 18.000 Scheidsrechter: Dimitris Sarakinos (GRE) |

|                                                    |                 |       |                    |                                                                                        |
| 22 maart 1978 «onderlinge duels» 15:00 uur (UTC+2) | Turkije         | 1 – 1 | Roemenië           | BJK Inönüstadion, Istanbul Toeschouwers: 10.000 Scheidsrechter: Tome Manojlovski (YUG) |
| 22 maart 1978 «onderlinge duels» 15:00 uur (UTC+2) | Sedat Özden 10' |       | 80' Dudu Georgescu | BJK Inönüstadion, Istanbul Toeschouwers: 10.000 Scheidsrechter: Tome Manojlovski (YUG) |

|                                                 |                                      |       |           |                                                                                        |
| 3 mei 1978 «onderlinge duels» 17:00 uur (UTC+2) | Roemenië                             | 2 – 0 | Bulgarije | Stadionul 23 August, Boekarest Toeschouwers: 30.000 Scheidsrechter: Vlado Tauzes (YUG) |
| 3 mei 1978 «onderlinge duels» 17:00 uur (UTC+2) | Anghel Iordănescu 2' Ilie Balaci 74' |       |           | Stadionul 23 August, Boekarest Toeschouwers: 30.000 Scheidsrechter: Vlado Tauzes (YUG) |

|                                                  |                      |       |                       | |
| 31 mei 1978 «onderlinge duels» 19:00 uur (UTC+2) | Bulgarije            | 1 – 1 | Roemenië              | Vasil Levski Nationaal Stadion, Sofia Toeschouwers: 10.000 Scheidsrechter: Dimitris Sarakinos (GRE) |
| 31 mei 1978 «onderlinge duels» 19:00 uur (UTC+2) | Stoycho Mladenov 16' |       | 34' Anghel Iordănescu | Vasil Levski Nationaal Stadion, Sofia Toeschouwers: 10.000 Scheidsrechter: Dimitris Sarakinos (GRE) |

#### Groep B
| Team        | Gsp | W | G | V | DV | DT | DS | Ptn |
| ----------- | --- | - | - | - | -- | -- | -- | --- |
| Joegoslavië | 2   | 1 | 1 | 0 | 4  | 1  | +3 | 3   |
| Griekenland | 2   | 0 | 1 | 1 | 1  | 4  | –3 | 1   |

|                                                       |             |       |             | |
| 16 november 1977 «onderlinge duels» 15:00 uur (UTC+2) | Griekenland | 0 – 0 | Joegoslavië | Kleanthis Vikelidisstadion, Thessaloniki Toeschouwers: 18.000 Scheidsrechter: Boris Trendafilov (BUL) |
| 16 november 1977 «onderlinge duels» 15:00 uur (UTC+2) |             |       |             | Kleanthis Vikelidisstadion, Thessaloniki Toeschouwers: 18.000 Scheidsrechter: Boris Trendafilov (BUL) |

|                                                       |                                                                                          |       |                   |                                                                                 |
| 15 november 1978 «onderlinge duels» 13:30 uur (UTC+1) | Joegoslavië                                                                              | 4 – 1 | Griekenland       | Gradskistadion, Skopje Toeschouwers: 16.000 Scheidsrechter: Bogdan Dochev (BUL) |
| 15 november 1978 «onderlinge duels» 13:30 uur (UTC+1) | Vahid Halilhodžić 33' Dušan Savić 48' Vahid Halilhodžić 58' Vahid Halilhodžić 84' (pen.) |       | 32' Thomas Mavros | Gradskistadion, Skopje Toeschouwers: 16.000 Scheidsrechter: Bogdan Dochev (BUL) |

### Finale
|                                                    |                                     |       |          |                                                                                      |
| 30 maart 1980 «onderlinge duels» 13:30 uur (UTC+1) | Joegoslavië                         | 2 – 0 | Roemenië | Omladinskistadion, Belgrado Toeschouwers: 7.000 Scheidsrechter: Nihat Özbirgül (TUR) |
| 30 maart 1980 «onderlinge duels» 13:30 uur (UTC+1) | Mišo Krstičević 35' Safet Sušić 61' |       |          | Omladinskistadion, Belgrado Toeschouwers: 7.000 Scheidsrechter: Nihat Özbirgül (TUR) |

|                                                       | |       |                        |                                                                                   |
| 27 augustus 1980 «onderlinge duels» 17:00 uur (UTC+3) | Roemenië                                                                                            | 4 – 1 | Griekenland            | Gradskistadion, Skopje Toeschouwers: 25.000 Scheidsrechter: Antonis Vasaras (GRE) |
| 27 augustus 1980 «onderlinge duels» 17:00 uur (UTC+3) | Anghel Iordănescu 21' Rodion Cămătaru 26' Anghel Iordănescu 55' (pen.) Anghel Iordănescu 79' (pen.) |       | 73' (pen.) Safet Sušić | Gradskistadion, Skopje Toeschouwers: 25.000 Scheidsrechter: Antonis Vasaras (GRE) |